# Јагуарунди
Јагуарунди (лат. Herpailurus yagouaroundi) је врста сисара из породице мачака (Felidae).

## Распрострањење
Ареал јагуарундија обухвата већи број држава у јужној и централној Америци.
Врста има станиште у Бразилу, Аргентини, Мексику, Колумбији, Парагвају, Венецуели, Перуу, Еквадору, Боливији, Панами, Никарагви, Костарици, Гватемали, Хондурасу, Салвадору, Белизеу, Гвајани, Суринаму и Француској Гвајани.
Врста је можда изумрла у САД, а присуство је непотврђено у Уругвају.

## Станиште
Станишта врсте су шуме, мочварна подручја, саване, травна вегетација и пустиње.

## Угроженост
Ова врста није угрожена, и наведена је као последња брига јер има широко распрострањење.